# 2025年歐洲女子足球錦標賽決賽
2025年歐洲女子足球錦標賽決賽是第14屆歐洲女子足球錦標賽決賽，於2025年7月27日在瑞士巴塞爾的聖雅各布公園球場舉行，以決定賽事最終冠軍。
英格蘭為2022年女子歐錦賽冠軍，時隔3年後再度闖入決賽；西班牙則是隊史首次晉級歐錦賽決賽。本場比賽是兩隊繼2023年女子世界盃後再度於決賽相逢。
英格蘭在十二碼大戰中以3–1勝出，奪得隊史第二座女子歐錦賽冠軍。

## 場館

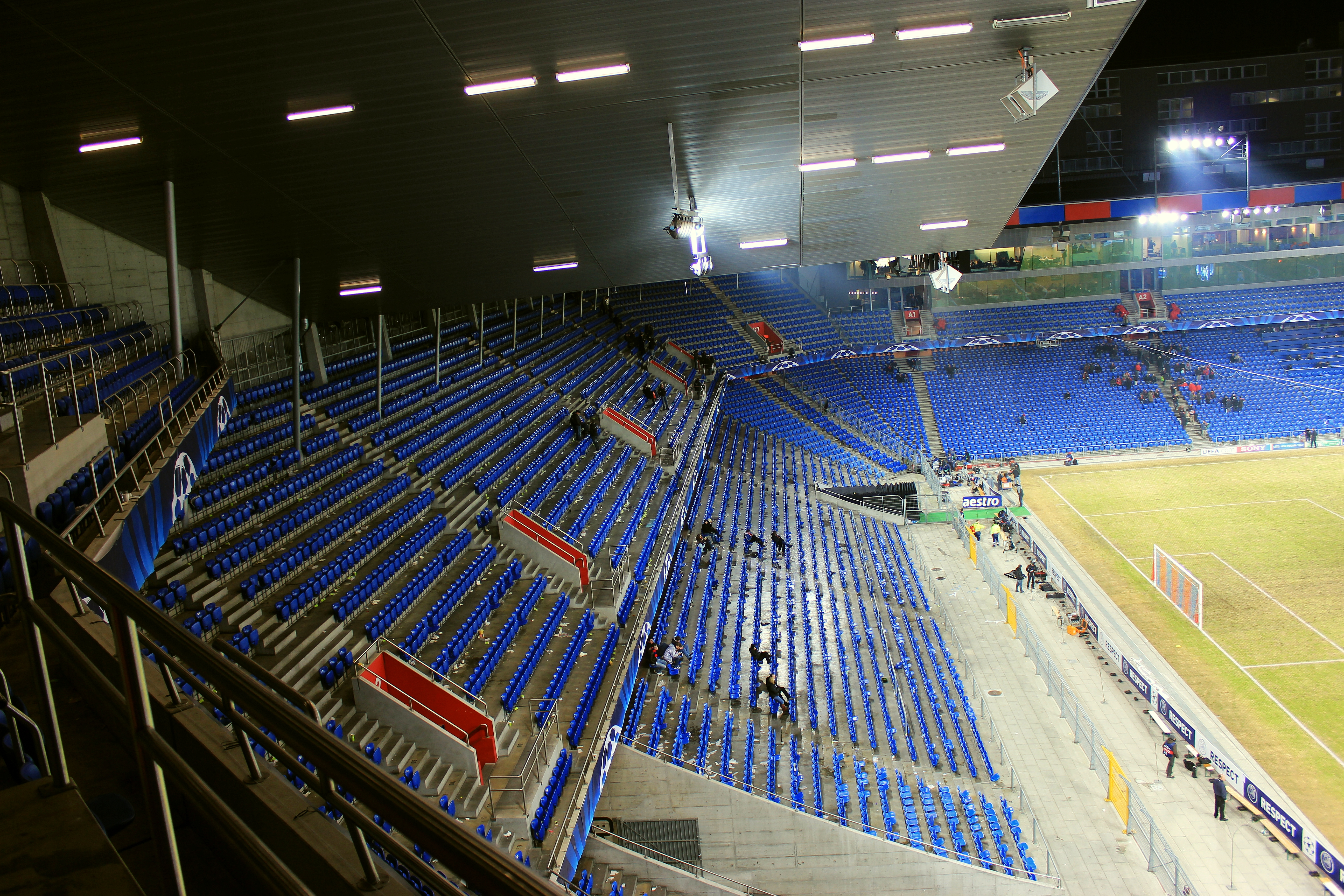
聖雅各布公園球場

聖雅各布公園球場為歐洲足協評鑑的4星球場，坐落於瑞士第三大城巴塞爾，現時為巴塞爾足球俱樂部主場。球場於2001年啟用，最多可容納4萬名觀眾，惟本屆賽事僅開放34,250個座位。
球場過去曾舉辦2008年歐洲足球錦標賽，該屆賽事由奧地利與瑞士主辦，巴塞爾為8個主辦城市之一，聖雅各布公園被選為瑞士國家足球隊的主場場館。球場總共舉辦6場比賽，包括瑞士對陣捷克的地主國揭幕戰。2016年，球場承辦了由利物浦對陣塞維亞的歐霸盃決賽。
2023年12月2日，歐洲足協宣布將在聖雅各布公園舉辦2025年女子歐錦賽的揭幕戰與決賽。球場為本屆女子歐錦賽可容納最多觀眾的場館，也是瑞士國家女子足球隊的主場。球場在已舉辦過的4場比賽中（不含決賽），每場比賽均上座3萬4千多人，近乎售罄。

## 晉級之路

### 英格蘭
英格蘭從本屆賽事號稱「死亡之組」的D組出發。首戰便碰上勁敵法國，開場第16分鐘由率先破門，但主裁判泰絲·奧洛夫松判定越位在先而導致進球無效，此判決結果在社群媒體上引發熱議。英格蘭在上半場落後法國兩分，雖然在第87分鐘為英格蘭扳回一分，最終英格蘭仍以1比2飲恨落敗，吞下開門黑。經歷前一場失利於法國隊，英格蘭調整戰術後重新出發，並於對陣荷蘭的第二場小組賽憑藉、與等人的進球以4比0完封對手，展現該隊具有強大的進攻火力與出色防守。小組賽第三場對上同組排名墊底的威爾斯，英格蘭佔據主導地位，全場6度洞穿對手大門，最終以6比1大勝威爾斯，令英格蘭以小組第二出線淘汰賽。
半準決賽對上北歐勁旅瑞典，雙方勢均力敵、對抗激烈，多名球員在碰撞中屢屢受傷倒地，雙方門將也多次上演精彩撲救，最後於正規時間踢成2比2平手，進入延長賽。延長賽後比分仍相同，隨即進入十二碼大戰一決勝負。然而，兩隊在互射點球中屢屢射失，曾經在奧運八強、世界盃十六強踢贏美國的瑞典隊竟在七輪點球中只進2球。最後，由露西·終結最後一輪點球，令英格蘭驚險挺進四強賽。
準決賽面對睽違28年再闖四強的義大利，英格蘭在上半場先被義大利攻入一球。然而，就在終場哨聲即將響起的第90+6分鐘，來自兵工廠的19歲小將蜜雪兒·阿格耶芒一腳補射扳平比分，為英格蘭爭取晉級決賽的機會。延長賽第119分鐘，克洛伊·凱利主罰點球被勞拉·朱利亞尼撲出，但她立刻補射破網，幫助英格蘭在延長賽最終時刻完成絕殺，順利闖進決賽。

### 西班牙
相較於英格蘭，來自B組的另一支奪冠熱門球隊西班牙走得相對從容。西班牙在對陣葡萄牙的小組賽首戰火力全開，來自高譚FC的於開場第2分鐘便破門得分，並在上半場完成梅開二度，隊長與其他兩名球員也各自建功。最終幫助西班牙攻入5球且零封對手，帶來強勢開局；第二場小組賽對上比利時，狀態火熱的西班牙持續強勢進攻。隊長普特拉絲同樣上演梅開二度，岡薩雷斯等其他4位球員也各進一球，最終以6比2大勝比利時，締造本屆賽事單場總進球數最高紀錄；小組賽第三戰碰上南歐勁敵義大利，西班牙依舊穩紮穩打，最終以3比1收下三連勝，穩坐小組第一出線淘汰賽。此外，岡薩雷斯在三場小組賽皆有進球，並以4個入球獨占射手榜榜首。西班牙在小組賽階段的14顆進球數也追平了英格蘭在上一屆賽事的單隊最多進球紀錄。
半準決賽迎戰地主國瑞士，是本屆八強中世界排名最低的隊伍。儘管外界普遍不看好瑞士，瑞士仍展現出嚴密防守，沒有讓西班牙輕鬆破門。最後，西班牙憑藉與克勞蒂亞·皮納於下半場連續破門得分，以2比0零封對手並晉級準決賽，這是西班牙自1997年以來睽違28年再闖女子歐錦賽四強賽。
準決賽對上歐洲強權以及8次女子歐錦賽冠軍——德國。德國先前在八強賽以10人應戰仍擊退法國，並憑藉門將安-卡特琳·贝格尔在十二碼大戰立下大功，得以晉級四強。西班牙上一次與德國交鋒是在2024年巴黎奧運銅牌賽，且以0比1不敵德國。面對如此強勁對手，西班牙控球謹慎，並多次嘗試破門，但德國的防守也不遑多讓。最後，雙方於正規時間皆無進球，以0比0平手進入延長賽。延長賽第113分鐘，帶球到邊線前的區域，以一記難度極高的小角度射門，穿越德國後衛麗貝卡·克納克與門將貝爾格，成功突破對手大門。邦馬蒂的關鍵進球帶領西班牙首次闖進歐錦賽決賽，更幫助西班牙在過去對陣德國近十場比賽中首次獲勝。
| \| 排名 \| 隊伍- 论 - 编 \| 賽 \| 分 \| \| ---- \| ------------- \| -- \| -- \| \| 1 \| 法國 \| 3 \| 9 \| \| 2 \| 英格兰 \| 3 \| 6 \| \| 3 \| 荷蘭 \| 3 \| 3 \| \| 4 \| \| 3 \| 0 \|資料來源：UEFA |        |    |    |
| 排名 | 隊伍   | 賽 | 分 |
| 1 | 法國   | 3  | 9  |
| 2 | 英格兰 | 3  | 6  |
| 3 | 荷蘭   | 3  | 3  |
| 4 |        | 3  | 0  |

| 排名 | 隊伍   | 賽 | 分 |
| ---- | ------ | -- | -- |
| 1    | 法國   | 3  | 9  |
| 2    | 英格兰 | 3  | 6  |
| 3    | 荷蘭   | 3  | 3  |
| 4    |        | 3  | 0  |

| \| 排名 \| 隊伍- 论 - 编 \| 賽 \| 分 \| \| ---- \| ------------- \| -- \| -- \| \| 1 \| 西班牙 \| 3 \| 9 \| \| 2 \| 義大利 \| 3 \| 4 \| \| 3 \| 比利时 \| 3 \| 3 \| \| 4 \| 葡萄牙 \| 3 \| 1 \|資料來源：UEFA |        |    |    |
| 排名 | 隊伍   | 賽 | 分 |
| 1 | 西班牙 | 3  | 9  |
| 2 | 義大利 | 3  | 4  |
| 3 | 比利时 | 3  | 3  |
| 4 | 葡萄牙 | 3  | 1  |

| 排名 | 隊伍   | 賽 | 分 |
| ---- | ------ | -- | -- |
| 1    | 西班牙 | 3  | 9  |
| 2    | 義大利 | 3  | 4  |
| 3    | 比利时 | 3  | 3  |
| 4    | 葡萄牙 | 3  | 1  |

## 賽事

### 战况
开场阶段，西班牙控球率如预期占优，中锋埃丝特·冈萨雷斯在比赛早期尝试破门，被英格兰门将汉娜·汉普顿挡下。英格兰快速反击，阿莱西娅·拉索起脚射门，也被西班牙门将卡塔·科尔拦截。西班牙尝试反击，亚历克西娅·普特利亚斯射门偏出。随后双方互掷界外球，普特拉亚斯射门，被汉普顿干净利落地拦截。西班牙采取高压态势，向英格兰禁区施加压力，但被英格兰断球。英格兰赢得球权，劳伦·詹姆斯射门打偏，但没有抓住破门，双方控球率开始变得平均。从第15分钟开始，比赛节奏加快，英格兰右前锋劳伦·亨普尝试破门，被卡尔救下。西班牙获得角球机会，瑪麗歐娜·卡爾登泰精准接过皮球，但被对手抢走。第25分钟，卡尔登泰在禁区内摆脱英格兰后卫露西·布龙泽，头球接应奥娜·巴特列传中破门，帮助西班牙取得开门红。英格兰立即尝试反扑，但前前锋凯拉·沃尔什破门严重偏出球门。之后，普特利亚斯尝试将球传到西班牙前场，被英格兰抢走。有一球进账的西班牙队信心十足，不断推进到对方禁区，都被对方阻截。随后沃尔什将球传给了鲁索，但对方后卫抢走鲁索前拿到球。之后十分钟，西班牙不断控球，英格兰及时化解险情。第41分钟，詹姆斯被克洛伊·凯利换下场，她之前在半决赛中因膝盖受伤被换下场。凯利上场不久，西班牙中场艾塔娜·邦马蒂利用空当，带球带到边路，传中给冈萨雷斯，冈萨雷斯射门偏出。上半场最后时刻，英格兰队成功夺回球权，不断向前发动进攻，取得机会的凯利射门偏出。
下半场开场，冈萨雷斯接到球，在明显越位情况下将球传给卡尔登泰，卡尔登泰射门偏出。西班牙前锋阿西妮娅·德尔卡斯蒂略随后找到空当，将球传给邦马蒂，邦马蒂破门，但被汉普顿扑下。随后英格兰尝试反击，无视西班牙后卫拉娅·亚历山德里要求裁判就英格兰球员在皮球禁区弹起时手球判罚点球。英格兰取得球权，通过任意球机会将球踢回本场半场。西班牙高压逼抢取得机会，普特利亚斯尝试破门未果。英格兰再次取得球权后，沃尔什将传球传给远端的乔治娅·斯坦韦，斯坦韦将球传给边路的凯利，凯利传中给鲁索，鲁索头球接应破门。西班牙尝试抢夺球权，英格兰后卫布龙泽在抢球成功后收获一张黄牌，送给西班牙任意球机会，伊雷妮·帕雷德斯直接把球送进汉普顿怀中。
西班牙继续进攻，被謝絲·卡達强力防守所阻。英格兰队重新获得球权。准备建立起势头的时候，凯利将球传给亚历克丝·格林伍德，格林伍德没有接到，球出界了。随后双方再度展开功放较量，两对表现都会精彩。西班牙队的巴特列在对方禁区边沿尝试进攻，遭到瓦解，英格兰的沃尔什随即控球，向前场开出大脚，被鲁索接应，但被西班牙后卫歐嘉·卡莫納抢断。一分钟后，德尔卡斯蒂略拿下球权，大力抽射后偏出。回到英格兰进攻端，凯利接到埃拉·图恩传球，尝试破门，被科尔清走。之后双方进行换人调整，普特利亚斯被克勞蒂亞·皮納换下，鲁索被蜜雪兒·阿格耶芒换下。几分钟后，皮纳射门，被汉普顿扑出，西班牙队连续取得两个角球机会。随后皮纳主罚任意球，球找到卡莫纳，但被英格兰前锋阿格耶芒抢断。英格兰随后发动攻势，队长利亞·威廉森将球传到球门方向，但没有人上前射门。西班牙队反击，卡尔登泰射门被封堵，角球也踢得软弱无力。双方随后互相进攻。进入常规时间补时阶段，西班牙改变进攻策略，以控球为主，没有找到好机会。
加时赛初期，双方控球率平均。西班牙队在开场不久便获得角球机会，被对方顺利解围。西班牙队尝试直接长传，但球直接传给了汉普顿。英格兰队方面，沃尔什把球传给斯坦韦，斯坦韦未能接住，西班牙队反击，维琪·洛佩斯射门被封堵。西班牙尝试留住球权，但洛佩斯的回传球时对方拦截。几分钟后，布朗泽膝盖扭伤，在场边接受治疗，在简单处理后决定继续比赛。加时赛上半场的最后五分钟，英格兰和西班牙互有攻势，射门都被封堵。英格兰要求就亚历山德里对汉普的拼抢判罚点球，但没有获得裁判理会，裁判将球判给西班牙队，西班牙队随即发起进攻，但莎瑪·帕拉盧埃洛没有抓住射门良机。
加时赛半场，双方再度换人，英格兰的布朗泽被妮芙·查理斯换下，西班牙的卡莫纳被蕾拉·歐瓦哈比换下。加时赛下半场前五分钟，西班牙的机会开始增加，洛佩斯传中给帕拉卢埃洛，帕拉卢埃洛没有接到，洛佩斯自己尝试从边线射门，球打中门柱。斯坦韦膝盖受伤，无法继续比赛，被格蕾丝·克林顿换下场。一分钟后，英格兰获得角球，但由于克林顿有站位问题，英格兰队要再次发出角球，结果科尔接住第二个角球。在另一端，汉普顿也干净利落地接住了西班牙队的长传。离加时赛结束还有一分钟，西班牙球员侵犯了阿格耶芒，英格兰队理应获得任意球，但裁判把球判给了西班牙队。之后比赛补时两分钟，双方都没有创造出机会，比赛进入互射十二碼阶段。
自1981年首届女子欧洲杯以来，最终冠军首次需要由点球大战决定。首发球员貝絲·米德在出脚时滑倒，裁判认定她滑倒时二次触球，要求再次点球，结果被科尔稳稳扑救。随后帕特莉夏·吉哈羅从中路低射命中，为西班牙取得一球领先。随后格林伍德上场点球，在之前对阵瑞典的四分之一决赛，她点球失误，此役对阵西班牙队，她右路大力射门得分。之后，汉普顿扑出卡尔登泰的射门，比分1比1。之后查尔斯进球，汉普顿扑下邦马蒂出球，英格兰2比1领先。之后一轮，威廉森和帕拉盧埃洛双双失误，威廉森的射门是被科尔扑下，帕拉盧埃洛是射偏。之后英格兰的点球功臣凯利上场，大力破门，最终英格兰3比1拿下点球大战。

### 詳情
| 英格兰                                     | 1–1 （加時賽） | 西班牙                                    |
| ------------------------------------------ | -------------- | ----------------------------------------- |
| 羅素 57'                                   | 報告           | 卡爾登泰 25'                              |
|                                            |                |                                           |
| - 米德 - 格林伍德 - 查爾斯 - 威廉森 - 凱利 | 3–1            | - 吉哈羅 - 卡爾登泰 - 邦馬蒂 - 帕拉盧埃洛 |

| 英格蘭 | 西班牙 |

| GK            | 1  | 漢娜·漢普頓       |     |      |
| RB            | 2  | 露西·布龍澤       | 59' | 106' |
| CB            | 6  | 利亞·威廉森（C）  |     |      |
| CB            | 16 | 潔絲·卡特         |     |      |
| LB            | 5  | 亞歷克斯·格林伍德 |     |      |
| CM            | 10 | 艾拉·圖恩         |     | 87'  |
| CM            | 4  | 凱拉·沃爾什       |     |      |
| CM            | 8  | 喬治亞·史坦威     |     | 115' |
| RF            | 11 | 勞倫·亨普         | 95' |      |
| CF            | 23 | 艾莉西亞·羅素     | 58' | 71'  |
| LF            | 7  | 勞倫·詹姆斯       |     | 41'  |
| 替補球員：    |    |                   |     |      |
| FW            | 18 | 克洛伊·凱利       |     | 41'  |
| FW            | 17 | 蜜雪兒·阿格耶芒   |     | 71'  |
| FW            | 9  | 貝絲·米德         |     | 87'  |
| DF            | 3  | 妮亞姆·查爾斯     |     | 106' |
| MF            | 14 | 格蕾絲·克林頓     |     | 115' |
| 總教練：      |    |                   |     |      |
| 莎里娜·魏格曼 |    |                   |     |      |

| GK          | 13 | 卡塔·科爾            |  |      |
| RB          | 2  | 歐娜·巴特列          |  |      |
| CB          | 4  | 伊蓮內·帕雷德斯（C） |  |      |
| CB          | 14 | 萊雅·亞歷桑德里      |  |      |
| LB          | 7  | 歐嘉·卡莫納          |  | 106' |
| CM          | 6  | 艾塔娜·邦馬蒂        |  |      |
| CM          | 12 | 帕特莉夏·吉哈羅      |  |      |
| CM          | 11 | 艾莉西雅·普特拉絲    |  | 71'  |
| RF          | 10 | 雅典娜·德爾卡斯蒂略  |  | 89'  |
| CF          | 9  | 艾絲特·岡薩雷斯      |  | 89'  |
| LF          | 8  | 瑪麗歐娜·卡爾登泰    |  |      |
| 替補球員：  |    |                      |  |      |
| FW          | 20 | 克勞蒂亞·皮納        |  | 71'  |
| FW          | 18 | 莎瑪·帕拉盧埃洛      |  | 89'  |
| MF          | 19 | 維琪·洛佩斯          |  | 89'  |
| DF          | 15 | 蕾拉·歐瓦哈比        |  | 106' |
| 總教練：    |    |                      |  |      |
| 蒙特塞·托梅 |    |                      |  |      |

| 最佳球員： 漢娜·漢普頓（英格蘭） 助理裁判： 卡蜜莉·索里亞諾（法国） 法蘭切絲卡·迪蒙特（） 第四裁判： 瑪麗亞·卡普蒂（） 影像輔助裁判： 威利·德拉約（法国） 影像輔助裁判助理： 克里斯蒂安·丁格特（德国） 丹尼斯·希赫勒（荷兰） | 比赛规则 - 時間90分钟 - 如有必要，會進行30分钟加时赛 - 若比分仍然相同，會進行 - 最多十二位替补球员 - 最多更换五位替补球员，在加时赛可额外替补第六人 - 最多三次换人，加时赛可换第四次 |

### 統計數據
| 數據 | 英格蘭 | 西班牙 |
| ---- | ------ | ------ |
| 進球 | 0      | 1      |
| 射門 | 6      | 7      |
| 射正 | 3      | 2      |
| 撲救 | 1      | 3      |
| 控球 | 36%    | 64%    |
| 角球 | 1      | 1      |
| 犯規 | 1      | 4      |
| 越位 | 1      | 0      |
| 黃牌 | 0      | 0      |
| 紅牌 | 0      | 0      |

| 數據 | 英格蘭 | 西班牙 |
| ---- | ------ | ------ |
| 進球 | 1      | 0      |
| 射門 | 4      | 11     |
| 射正 | 2      | 4      |
| 撲救 | 4      | 1      |
| 控球 | 48%    | 52%    |
| 角球 | 1      | 4      |
| 犯規 | 6      | 3      |
| 越位 | 0      | 1      |
| 黃牌 | 2      | 0      |
| 紅牌 | 0      | 0      |

| 數據 | 英格蘭 | 西班牙 |
| ---- | ------ | ------ |
| 進球 | 0      | 0      |
| 射門 | 0      | 6      |
| 射正 | 0      | 1      |
| 撲救 | 1      | 0      |
| 控球 | 37%    | 63%    |
| 角球 | 1      | 2      |
| 犯規 | 9      | 3      |
| 越位 | 0      | 1      |
| 黃牌 | 1      | 0      |
| 紅牌 | 0      | 0      |

| 數據 | 英格蘭 | 西班牙 |
| ---- | ------ | ------ |
| 進球 | 1      | 1      |
| 射門 | 10     | 24     |
| 射正 | 5      | 7      |
| 撲救 | 6      | 4      |
| 控球 | 40%    | 60%    |
| 角球 | 3      | 7      |
| 犯規 | 16     | 10     |
| 越位 | 1      | 2      |
| 黃牌 | 3      | 0      |
| 紅牌 | 0      | 0      |

## 賽後

### 纪录
英格兰与德国成为歐洲女子足球錦標賽史上仅有的两支成功卫冕冠军的球队（德国队在1991年、1997、2001年、2005年、2009年和2013年卫冕），也是第一支在同一届赛事淘汰赛阶段均通过加时赛决胜负的球队。萨里娜·维格曼成为女子欧洲杯史上第二位连续三届赢得冠军的主教练（第一位是1997年、2001年和2005年夺冠的德国主教练蒂娜·图恩）。本场比赛是女子欧洲杯史上第二场通过点球大战决胜负的决赛，英格兰两场比赛都有出现，上一次是在1984年决赛的点球大战中输给瑞典。比赛的正式观众人数为34,203人，创下2025年女子欧洲杯的最高纪录，是女子欧洲杯史上第四高的上座率。英格兰女足成为英国第一支在英国境外赢得国际大赛冠军的球队，此前的1966年國際足協世界盃决赛、2022年歐洲女子足球錦標賽决赛和2023年女子洲際超級盃决赛都是在英国本土的温布利球场举行。
在英国，共有1620万人观看比赛直播，是2025年英国收视率最高的电视节目。
比赛结束后，欧洲足联技术委员会授予西班牙的艾塔娜·邦马蒂最佳球员奖，授予英格兰的蜜雪儿·阿格耶芒最佳年轻球员奖，授予西班牙的埃丝特·冈萨雷斯金靴奖，冈萨雷斯在本届比赛打进4球。

### 各方反应
英国政府与英国皇室成员向夺冠的英格兰女足表示祝贺。英国首相施紀賢、王储兼英格蘭足球總會主席威爾斯親王威廉、威廉爱女夏洛特公主到场观战。施紀賢、他的副手安杰拉·雷纳与威廉王子在X发帖，祝贺英格兰女足。查爾斯三世发布贺电，强调英格兰女足的夺冠对国家至关重要，勉励她们再接再厉，争取把2027年世界杯的冠军拿下。7月28日，英格兰夺冠的消息登上英国各大报纸的头版。
西班牙王储阿斯图里亚斯女亲王莱昂诺尔、其胞妹索菲亞王女也到场观战。莱昂诺尔、西班牙首相佩德羅·桑切斯，以及桑切斯内阁成员均西班牙女足表现表示肯定。

### 英格兰庆祝活动

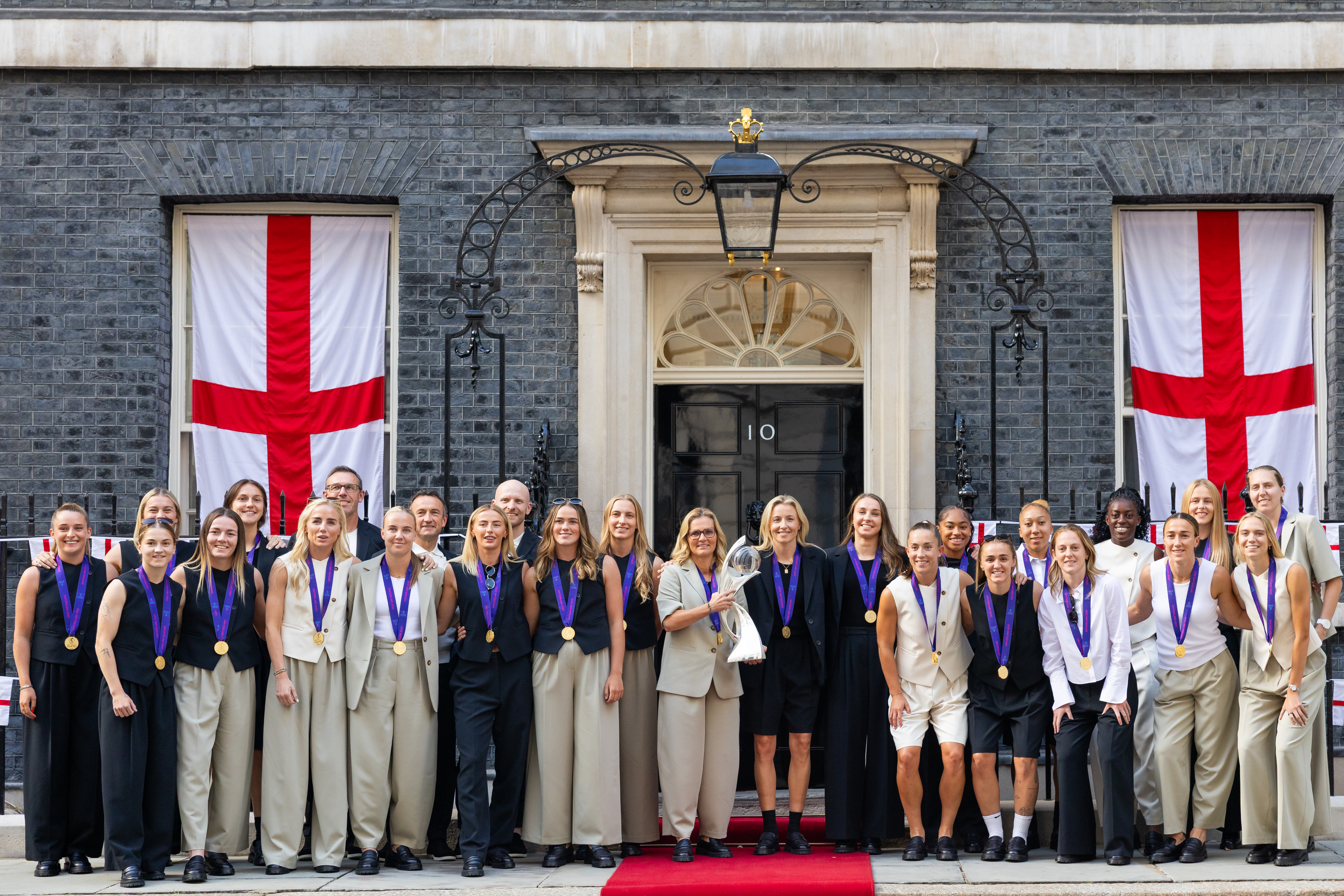
英格兰女足队员在唐寧街10號前留影

7月28日，英格兰女足一行从慕尼黑前往濱海紹森德，乘坐班机抵达伦敦绍森德机场，她们的班机成为Flightradar24网站追踪人数最多的航班，大批球迷到机场接机。航班由耐克赞助，被称为“耐克空军一号”（Air Force Nike），飞机外面有庆祝英格兰夺得第二个女子欧洲杯冠军的涂装。航班延迟两个小时抵达，着陆后获得机场消防队水门礼接待。机场的接机仪式结束后，一行人登上前往伦敦的大巴，前往唐寧街10號出席招待会，大巴沿A13高速公路行驶了两个小时。由于首相斯塔默正在苏格兰会见美国总统唐納·川普，接待仪式由副相安杰拉·雷纳及体育大臣斯蒂芬妮·皮科克主持。维格曼与斯塔默视频通话，随后在唐宁街10号讲台发表演讲。

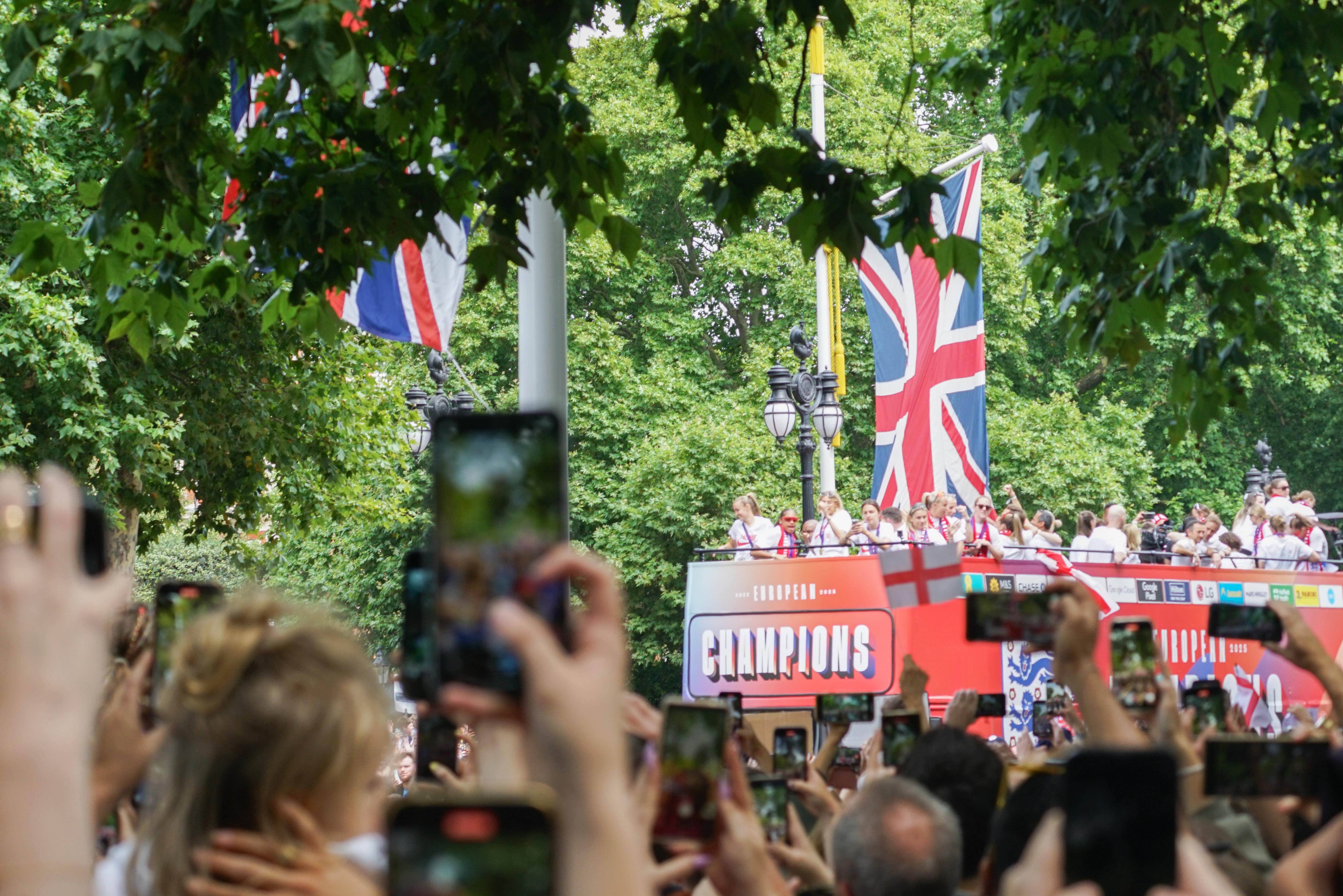
夺冠庆典当天，英格兰女足乘坐敞篷巴士路过林蔭大道，民众夹道围观

7月29日，庆祝英格兰女足夺冠的游行庆典在中倫敦举行，英国广播公司、独立电视台和天空台于夏令时12点至13点现场直播。球队乘坐的開篷巴士于12点10分从林蔭大道出发，12点30分抵达白金汉宫前的維多利亞女王紀念碑，朴茨茅斯皇家海军陆战队军乐团为大巴开道。约6.5万人在林荫大道两旁围观。在纪念碑前，前英格兰女足球员艾莉絲·史葛主持庆祝仪式。伯纳·博伊到场表演，他是维格曼最喜欢的歌手，维格曼和他一起跳舞。之后英国皇家空军中央乐团表演歌曲串烧；在皇家海军鼓乐团的护送下，奖杯被带到台上展示。
据报道，王室幕僚计划在2025年的晚些时候，在白金汉宫或溫莎城堡为球队举行招待会。斯塔默办公室宣布夺冠庆典当天不是銀行假日，发言人表示“如果三狮军团每次夺冠都有银行假日，那我们都不用上班了”。英国计划为魏格曼授予荣誉女爵士头衔，只待魏格曼母国荷兰批准。至于英格兰女足球员是否获得荣誉，政府发言人未评论，外界认为凯利和汉普顿有望获得嘉奖，威廉森的大英帝國勳章也有望升格。

## 外部連結
- 官方网站